# Nomada obscura
Nomada obscura là một loài Hymenoptera trong họ Apidae. Loài này được Zetterstedt mô tả khoa học năm 1838.